# Квирбейтинг
Квирбейтинг (англ. queerbaiting; другие написания — queer baiting и queer-baiting) — приём намеренного использования авторами произведений массовой культуры намёков на гомосексуальность персонажей в целях усиления привлекательности своего продукта для представителей ЛГБТ без явного показа однополых отношений. Термин в английском языке происходит от сочетания слов «квир» (англ. queer) и «приманка» (англ. bait).

## Определение
Впервые словосочетание queer baiting встречается в 1981 году в работе американского профессора политологии Лоуренса Голдина, посвящённой истории судебных разбирательств против гомосексуалов. Голдин употребляет слово «queerbaiting» для описания ситуации, когда словесные оскорбления и гомофобная риторика, существовавшая в судах против геев, используется для оправдания в глазах общества наказания этих людей.
Джозеф Бреннан из Сиднейского университета (Австралия) определяет квирбейтинг как «гомоэротическую неоднозначность» в телевизионном шоу, которая явно не представлена в описании программы. Согласно словарю «Urban Dictionary», квирбейтинг — это приём добавления в сюжет «гомоэротического напряжения между двумя персонажами, которые в действительности не состоят друг с другом в любовных и/или сексуальных отношениях». Это относительно новый социокультурный феномен, способный сделать произведение более привлекательным для его ЛГБТ-фанатов. Для этого создатели могут включить в произведение гомосексуальные намёки, шутки и символизм. Сами авторы обычно настойчиво отрицают существование любовных отношений между персонажами, высмеивают возможность этого, или отказываются дать прямой ответ о природе их отношений.

## Методы квирбейтинга
Согласно исследованию американской организации ГЛААД, в телевизионном сезоне 2015 года в США во всех телешоу присутствовало 4 % постоянных ЛГБТ-персонажей. Отмечается, что этот показатель сильно не изменился в период с 2012 по 2015 годы (3,9 % — в 2014 году, 3,3 % — в 2013 году и 4,4 % — в 2012 году). Однако ни подобные сериалы с явными ЛГБТ-персонажами и гомоэротическими сюжетными линиями, ни специфические шоу вроде «Близкие друзья», «Секс в другом городе» и «Ноев ковчег», которые нацелены исключительно на ЛГБТ-аудиторию, не относятся к приёмам квирбейтинга.
Методы квирбейтинга используют тропы или фразы, содержащие романтический и/или сексуальный подтекст, чтобы заставить зрителей поверить в возможность наличия любовных отношений между героями одного пола. При этом авторы произведений не говорят открыто о подобных отношениях или даже отрицают их существование или трансформируют всё в шутку. «Приём возникает на экране тогда, когда гетеросексуальные персонажи, в основном мужчины и протагонисты, своим поведением намекают на существование особой „химии“ между ними, и это вызывает у зрителей подозрение, что герои больше, чем просто друзья. Их ошибочно принимают за геев; они не сводят друг с друга глаз на протяжении сезонов; они невероятно важны друг для друга».
Квирбейтинг используется сегодня создателями продуктов популярной культуры больше как маркетинговая стратегия, а не как реальная попытка включить гомосексуальных и бисексуальных героев в сюжет. «Привлечение ЛГБТ-аудитории работает, потому что оно предлагает зрителям намёки на то, что люди нетрадиционной сексуальной ориентации занимают важное место в этих историях, что они могут быть даже главными персонажами. Намек — но не реальность».

## Реакция аудитории
Учитывая тот факт, что ЛГБТ не относится к большинству общества, многих зрителей может не волновать наличие в художественном произведении героя с гомосексуальной ориентацией. «Когда гомофобная/трансфобная часть аудитории начинает понимать, что перед ними персонаж-гей или лесбиянка, создатели добавляют в сюжет что-то, что могло бы убедить публику, что этот персонаж гетеросексуален». Таким образом, авторы могут привлечь к себе внимание ЛГБТ-аудитории и «избежать негативной реакции, которая возникла бы при наличии в произведении открытого представителя сексуального меньшинства».
Некоторые представители ЛГБТ-сообщества воспринимают это как «способ кинуть нам кость, когда мы не имеем ничего, и признать нас частью аудитории, в то время как создатели предпочли бы проигнорировать нас».
Приём квирбейтинга часто критикуется в блогосфере. По мнению блогеров, используя этот прием авторы фильмов, сериалов и других художественных произведений показывают, что только гетеросексуальные отношения являются важными и интересными. «Реальность такова, что авторы вынуждены постоянно напоминать нам о том, что возможное существование гомосексуальных отношений между персонажами — это шутка или даже извращение их дружбы».

## Примеры в известных сериалах

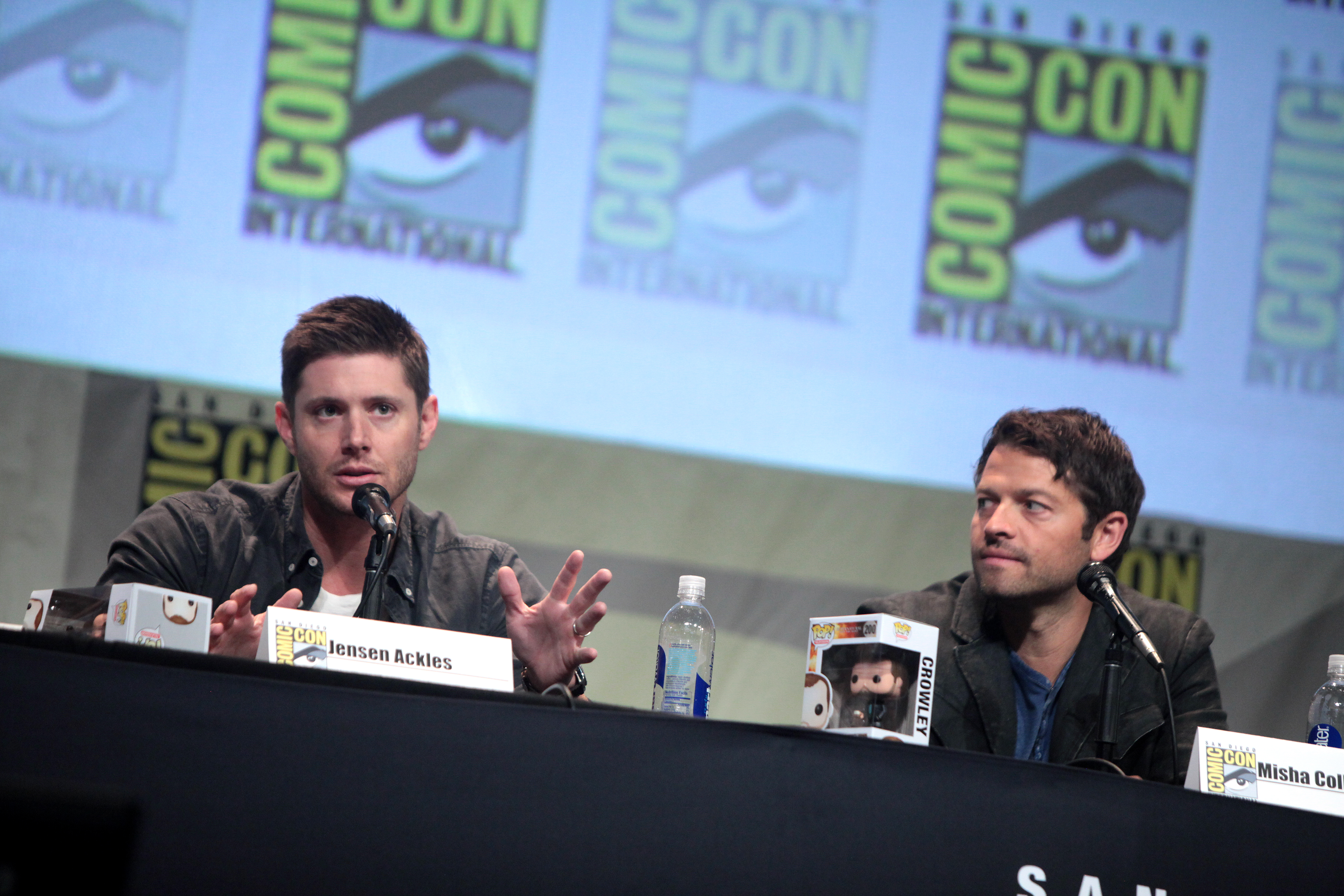
Дженсен Эклз и Миша Коллинз на фестивале Comic-Con-2015

Самым ранним примером преднамеренного квирбейтинга можно считать сериал «Зена — королева воинов» из 1990-х годов, где сюжет демонстрирует множество романтических сцен между главными героинями Зеной и Габриель но и не подтверждает канонически эти отношения. Сценаристы признавались в том, что допускали это намеренно, ссылаясь на то, что в 90-е годы демонстрировать однополые отношения в сериале для массовой аудитории было недопустимо и поэтому в качестве компромисса они прибегали к тому, что в будущем будет называться квирбейтингом.
Поклонники американского сериала «Сверхъестественное» часто спорят по поводу отношений между персонажами Дином Винчестером и Кастиэлем с момента появления Кастиэля в 4 сезоне шоу. Одни фанаты утверждают, что Дина и Каса связывают любовные отношения, в качестве аргумента приводя фразы из сериала, которые на это намекают. Для обозначения этой пары поклонники используют слово «Дестиэль», содержащее сочетание имен персонажей. Другая часть фандома видит гомоэротический контекст в сериале, однако интерпретирует отношения героев как пример истинной мужской дружбы и броманса. Для представителей гей-сообщества и медиакритиков сериал «Сверхъестественное» является одним из ярких примеров использования приема квирбейтинга. В своих интернет-публикациях они требуют, чтобы авторы сериала либо не использовали этот прием, либо признали, что любовные отношения между этими персонажами являются каноном. При этом создатели шоу чаще всего обращают разговоры на эту тему в шутку. К примеру, в Интернете есть видео, где актёр Миша Коллинз, исполняющий роль Кастиэля, в начале признается, что является поклонником Дестиэля, после чего отправляется в почтовое отделение, чтобы отправить своему коллеге по сериалу, актеру Дженсену Эклзу, колбасное изделие из индейки под маркой «Diestel».

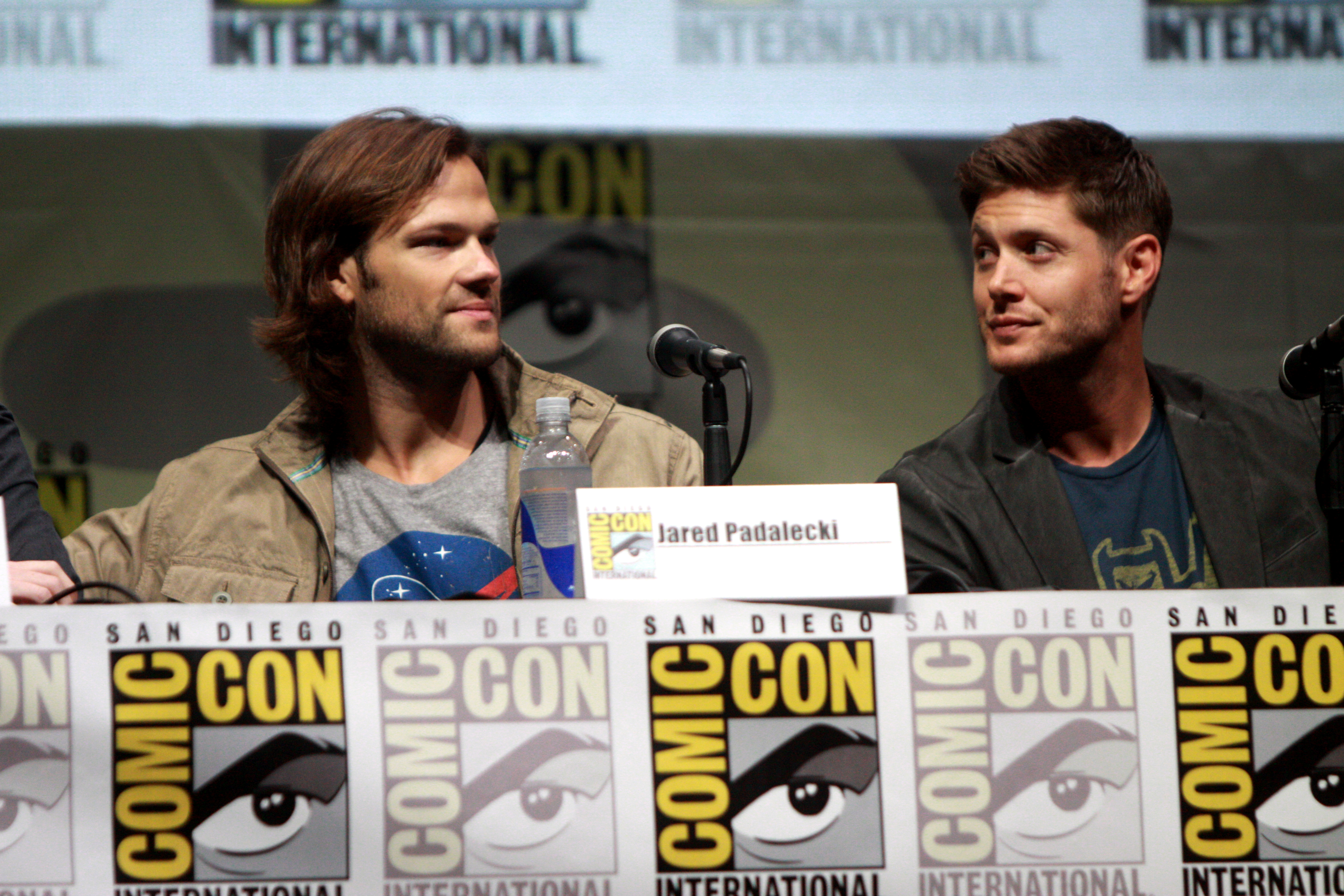
Дженсен Эклз и Джаред Падалеки на фестивале Comic-Con-2013

Взаимоотношения Дина и Сэма Винчестеров в сериале «Сверхъестественное» также являются примером квирбейтинга. Несмотря на то, что по сюжету персонажи Дженсена Эклса и Джареда Падалеки являются братьями, во многих эпизодах их принимают за гомосексуальную пару. Поклонники внутрисериального цикла книг «Сверхъестественное», в подробностях пересказывающего жизнь Винчестеров до финала 5 сезона, трактуют их отношения как гомоэротические. Такой же точки зрения придерживается ангел Захария: в серии 5.18 он говорит, что Сэм и Дин Винчестеры находятся в «патологической, психологической, иррациональной и эротической зависимости друг от друга». Эту пару поклонники обозначают словом «Винцест», которое сочетает в себе часть фамилии героев и слово «инцест». Как и в случае с Дестиэлем, фанаты подкрепляют свое видение их отношений двусмысленными фразами из сериала, гомоэротическими намёками и фансервисными сериями, как например, эпизод 10.5. Создатели сериала отшучиваются на эту тему: так, сценаристка сериала Сера Гэмбл в шутку называла сериал «эпической любовной историей Сэма и Дина».

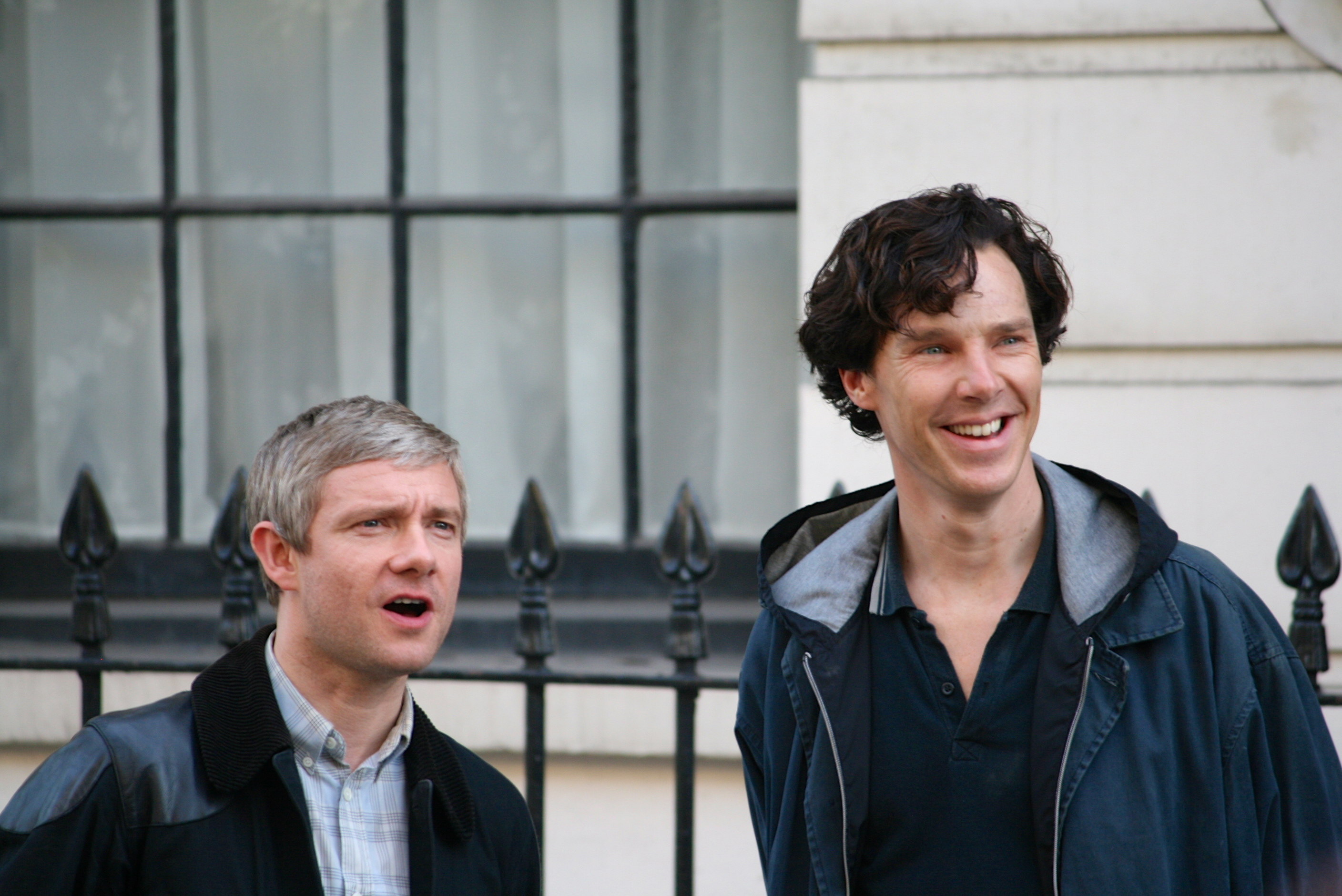
Герои сериала «Шерлок»

Другим примером квирбейтинга можно считать сериал «Шерлок». По ходу сериала его главных героев, Шерлока Холмса и Джона Ватсона, неоднократно принимали за гей-пару. Оба персонажа реагировали на это по-разному: Ватсон категорически отрицал, что он гей, Шерлок же невозмутимо молчал.
Для обозначения этой пары поклонники используют слово «Джонлок». Как и в случае со «Сверхъестественным», мнения фанатов насчёт отношений Холмса и Ватсона разделились. Создатели и сценаристы сериала, Стивен Моффат и Марк Гэтисс, в своих интервью говорят о том, что двух протагонистов истории связывает исключительно «крепкая дружба». Стивен Моффат также отметил, что поклонники всегда будут интерпретировать шоу так, как им хочется, и что у них есть свои собственные фантазии, «и это хорошо».
Американский телесериал «Однажды в сказке» также является примером использования приёма квирбейтинга. Здесь речь идёт уже о двух женских персонажах — Реджине Миллс и Эмме Свон.
Квирбейтинг в сериалах становится отличной почвой для фанатского творчества. Поклонники сериалов начинают писать фанфики, делать фото- и видео-коллажи об отношениях персонажей. Но стоит понимать, что «слэш» или «фемслэш», повествующие о гомосексуальной связи между героями, не всегда основаны на намёках на подобные отношения в каноне.